# Герасимов, Иннокентий Петрович (Герой Советского Союза)
Иннокентий Петрович Герасимов (22 декабря 1918, Знаменский завод, Енисейская губерния — 6 октября 1992, Вильнюс) — политрук Рабоче-крестьянской Красной Армии, участник Великой Отечественной войны, Герой Советского Союза (1942), гвардии майор.

## Биография
Иннокентий Герасимов родился 22 декабря 1918 года в селе Знаменский завод (ныне — село Памяти 13 Борцов в Емельяновском районе Красноярского края). Окончил школу военных техников железнодорожного транспорта в Красноярске. 18 марта 1940 года Герасимов был избран секретарём Казачинского райкома ВЛКСМ Красноярского края. В 1941 году он был призван на службу в Рабоче-крестьянскую Красную Армию. С августа того же года — на фронтах Великой Отечественной войны. К августу 1942 года политрук Иннокентий Герасимов был военным комиссаром роты противотанковых ружей 101-го гвардейского стрелкового полка 35-й гвардейской стрелковой дивизии 62-й армии Сталинградского фронта. Отличился во время боёв под Сталинградом.
22 августа 1942 года у станции Воропоново (ныне — в микрорайоне Горьковский Советского района Волгограда) Герасимов во главе группы из 10 бронебойщиков и взвода автоматчиков участвовал в отражении атаки 20 немецких танков. Герасимов лично вёл огонь из противотанкового ружья. Во время отражения первой атаки группа уничтожила 5 танков, второй — ещё 7. Герасимов в бою был тяжело ранен.
Указом Президиума Верховного Совета СССР «О присвоении звания Героя Советского Союза начальствующему и рядовому составу Красной Армии» от 5 ноября 1942 года за «образцовое выполнение боевых заданий командования на фронте борьбы с немецкими захватчиками и проявленные при этом отвагу и геройство» политрук Иннокентий Герасимов был удостоен высокого звания Героя Советского Союза с вручением ордена Ленина и медали «Золотая Звезда» за номером 757.
После окончания войны проживал в Вильнюсе, работал в Министерстве юстиции Литовской ССР. Скончался 6 октября 1992 года, похоронен на Антакальнисском кладбище в Вильнюсе.
В честь Герасимова названа улица в Казачинском.

## Награды и звания
- Медаль «Золотая Звезда» (№ 757) Героя Советского Союза и орден Ленина (5 ноября 1942 года)
- Орден Отечественной войны I степени (11 марта 1985 года)
- Медали СССР, в том числе:
  - «За боевые заслуги» (24.6.1948)[1]
  - «За оборону Сталинграда»[4]
  - «За победу над Германией» (9 мая 1945 года)[2].
- Почётный гражданин села Казачинское[4].